# 新疆麻花头
新疆麻花头（学名：Serratula rugosa）为菊科麻花头属的植物，为中国的特有植物。分布于中国大陆的新疆等地，生长于海拔2,100米至3,400米的地区，一般生于山坡碎石堆上，目前尚未由人工引种栽培。